# Čtveřín
Čtveřín (deutsch Stwerschin, auch Stwerzin) ist eine Gemeinde in Tschechien. Sie liegt vier Kilometer westlich von Turnov und gehört zum Okres Liberec.

## Geographie
Čtveřín befindet sich zwischen den Talmulden der Bäche Čtveřínský potok und Ohrazenický potok in der Turnovská pahorkatina (Turnauer Hügelland). Nördlich erhebt sich der Hügel Doubí (316 m). Im Norden wird das Dorf von der Bahnstrecke Pardubice–Liberec umfahren, die nächste Bahnstation Doubí u Turnova liegt im Ortsteil Doubí. Südlich führt die Schnellstraße R 10 / E 65 vorbei, im Nordosten liegt der Abzweig Ohrazenice 71/44 zur Schnellstraße R 35 / E 442.
Nachbarorte sind Doubí im Norden, Lažany im Nordosten, Ohrazenice im Osten, Nudvojovice im Südosten, Přepeře im Süden, Příšovice im Südwesten, Svijanský Újezd im Westen sowie Pěnčín und Kamenec im Nordwesten.

## Geschichte
Die erste urkundliche Erwähnung des Dorfes erfolgte im Jahre 1394.
Nach der Aufhebung der Patrimonialherrschaften bildete Štveřín ab 1850 mit den Ortsteilen Doubí, Husa und Sychrov eine Gemeinde im politischen Bezirk Turnov. Während des Deutschen Krieges kam im Juni 1866 bei Štveřín zu Gefechten zwischen Preußen und Österreichern. Seit 1919 trägt die Gemeinde den Namen Čtveřín.
Mit Beginn des Jahres 1961 wurde der Ortsteil Sychrov zur Gemeinde erhoben und Čtveřín dorthin eingemeindet. Zugleich erfolgte die Zuordnung zum Okres Liberec. Seit 1990 besteht die Gemeinde Čtveřín wieder. Markantestes Bauwerk ist die ehemalige Schule, in der heute das Gemeindeamt untergebracht ist.

## Gemeindegliederung
Die Gemeinde Čtveřín besteht aus den Ortsteilen Čtveřín (Stwerschin) und Doubí (Dauby).

## Sehenswürdigkeiten
- Glockenturm in Čtveřín, errichtet an Stelle einer früheren Kapelle
- Freiheitslinde, vor dem Gemeindeamt, gepflanzt am 21. April 1919
- hölzerne Kapelle in Doubí, in den 1990er Jahren rekonstruiert